# Христикола
Христикола (умер в 728 году) — епископ Лейнстерский. День памяти — 3 марта.
Святой Селе-Христ (Cele-Christ), иначе Христикола (Christicola), что означает верующий во Христа, долгие годы жил отшельнической жизнью. Однако его понудили оставить уединение и принять епископское служение в Лейнстере.